# コーンウォール公領
コーンウォール公領（コーンウォールこうりょう　英:Duchy of Cornwall、コーンウォール語:Duketh Kernow）は、イギリスにある二つの王室公領のうちの一つで、イギリス君主の長男が王位の法定推定相続人である場合に、出生時または親の王位継承時にコーンウォール公という爵位とともに譲り受ける。もう一つの王室公領は王位に付随するランカスター公領である。
公領はイングランド南西端に位置するコーンウォールにおいて、イギリス国内の他の場所では王室に属するような法的権利と特権を行使している。公爵がカウンティ内にいる役人の多くを任命し、シリー諸島主要港の港湾当局としても機能する。
コーンウォール公爵位は2013年王位継承法の適用外であるため、継承者が女性である場合には継ぐことができず、王が兼任することになるが、公領の収入に関しては2012年以降、2011年王室助成金法に基づき公爵位の保有に関わらず継承者が得ることとなった。
プリンス・カウンシルと呼ばれる公領評議会は会合を年2回開催し、同公爵が議長を務める。この評議会は、公領の管理に関して助言を公爵に与える非執行機関である。
個人的利益を目的とした資産売却はできず、未成年での権利行使および収入には制限がある。
政府はこの公領を英国王室機関とみなしており、そのため法人税は非課税である。この公領の非課税制度には異議が唱えられており、現コーンウォール公は公領の歳入にかかる所得税を1993年より自発的に収めている。

## 財務上の取り決め
公領の主な活動は、イギリス国内にある550km2の保有地管理である。ここにはコーンウォールの2%超ほどが含まれる。公領の大半はコーンウォールの外側にあり、その半分がデボン州ダートムーアに、ほかの大きな保有地はヘレフォードシャー、サマセット、そしてシリー諸島の大部分である。この公領は他にも金融投資のポートフォリオを保有している。
公領の管理は1838年のランカスター・コーンウォール公領法 (Duchies of Lancaster and Cornwall (Accounts) Act 1838) によって規定されており、財務省の監督を必要とし、収支報告書を両院に提出する必要がある。
この公領は、無主物 (bona vacantia) の支配権ほか特別な法的権利を有する。所有者のいない財物に対するこの権利はコーンウォールでは英国王室のそれに優越し、遺言や相続人の無いままコーンウォールで死亡した人の財産やコーンウォールに登記されていた解散企業に属する資産は、公領へ移されるようになっている。2007年には、13万ポンド（約3063万円）が無主物の権利から発生し、慈善基金に与えられた。
この公領は、王位の法定推定相続人に収入を提供するという明確な目的で創設された。しかし創設当初からの条件では、公爵位の保有を君主の長男が法定推定相続人である場合に限定している。2013年王位継承法に基づき、2015年以降は性別を問わず君主の長子が法定推定相続人となるが、長女がコーンウォール公の称号を取得できるような変更はされなかった。
ただし、2011年王室助成金法の成立により、2012年からはコーンウォール公領の収益はその相続人がコーンウォール公であるか否かに関わらず王位継承者に移されることになった。継承者が未成年の場合、収益の10%が本人に渡って残りの額は英国王室に移される。
コーンウォール公は公領資産（不動産など）の「占有での信託受益権 (Interest in possession trust) 」を有しており、これは純利益を享受するものの全面的な所有権はなく、自らの利益目的で資本資産を売却する権利がないというものである。
1913年、コーンウォール公には公領からの歳入に掛かる課税への責務が無いとの見解を英政府の法務官が出した。しかし、1993年よりチャールズ皇太子は自発的に通常税率で所得税を支払うことに同意している。
この公領は2017年から2018年にかけての1年間で2170万ポンド（約32.1億円）の歳入を生み出した。これは大部分がプリンス・オブ・ウェールズ（チャールズ3世）およびコーンウォール公爵夫人（カミラ妃）の公的活動や慈善活動のために支払われたほか、ケンブリッジ公爵（現プリンス・オブ・ウェールズ）夫妻やヘンリー王子の公用事務局に支払われた。

## 歴史
この公領は1337年3月17日、エドワード3世が息子のために旧コーンウォール伯爵から接収した土地に適用する国王大憲章 (Royal charters applying to Cornwall) を発布して設立したもので、息子のエドワード黒太子が初代コーンウォール公になった。この憲章では、コーンウォール公爵位は君主の存命する最年長の男子かつ王位継承者に与えられると規定された。公領は、称号と名誉および財政的にそれを支える所有地で構成されていた。同憲章はカウンティ内における一定の権利と責任を公爵に与え、これにはカウンティの保安官任命権のほか地方裁判所、スズ鉱山 (Stannary) 、港湾からの受益などが含まれる。旧伯爵の保有地に基づいた公領の保有地はカウンティ全域を構成しておらず、その大部分がコーンウォールの外側にある。長年にわたって様々な保有地が売却されたり他人が取得しているため、同不動産の範囲はコーンウォール内外のカウンティで変化している。
憲章のもと、伯爵の領地は公領へと移行した。最初からコーンウォール内にあった17の領地は、アンティクア・マネリア (Antiqua maneria) として知られている。創設時に公領に与えられたコーンウォール外部の土地はフォーリンセカ・マネリア (forinseca maneria)、創設後に加わった領地はアネクサタ・マネリア(annexata maneria) と通称される。初代公爵は「The Caption of Seisin of the Duchy of Cornwall（コーンウォール公領占有地の解説）」と呼ばれる調査を1337年5月に命じ、同公領保有地の範囲を定めた。そこには邸宅、城、騎士の報酬、スズ鉱山裁判所やコーンウォール保安職からの受益、その他の収益なども記載された。
後世のヘンリー4世による憲章は、ヘンリー王子（後のヘンリー5世）に向けて次のように述べている。

我々は、ヘンリーという自分達が最も愛する最初に生まれた息子に、プリンス・オブ・ウェールズ、コーンウォール公爵、チェスター伯爵を作って与え、また我々の憲章によって彼に公国、公領、伯領を与えて、彼がそこを主宰統括することで先述の箇所を指揮および防衛して構わないことを確認した。我々は先述の公国、公領、伯領を以て彼に投資する。

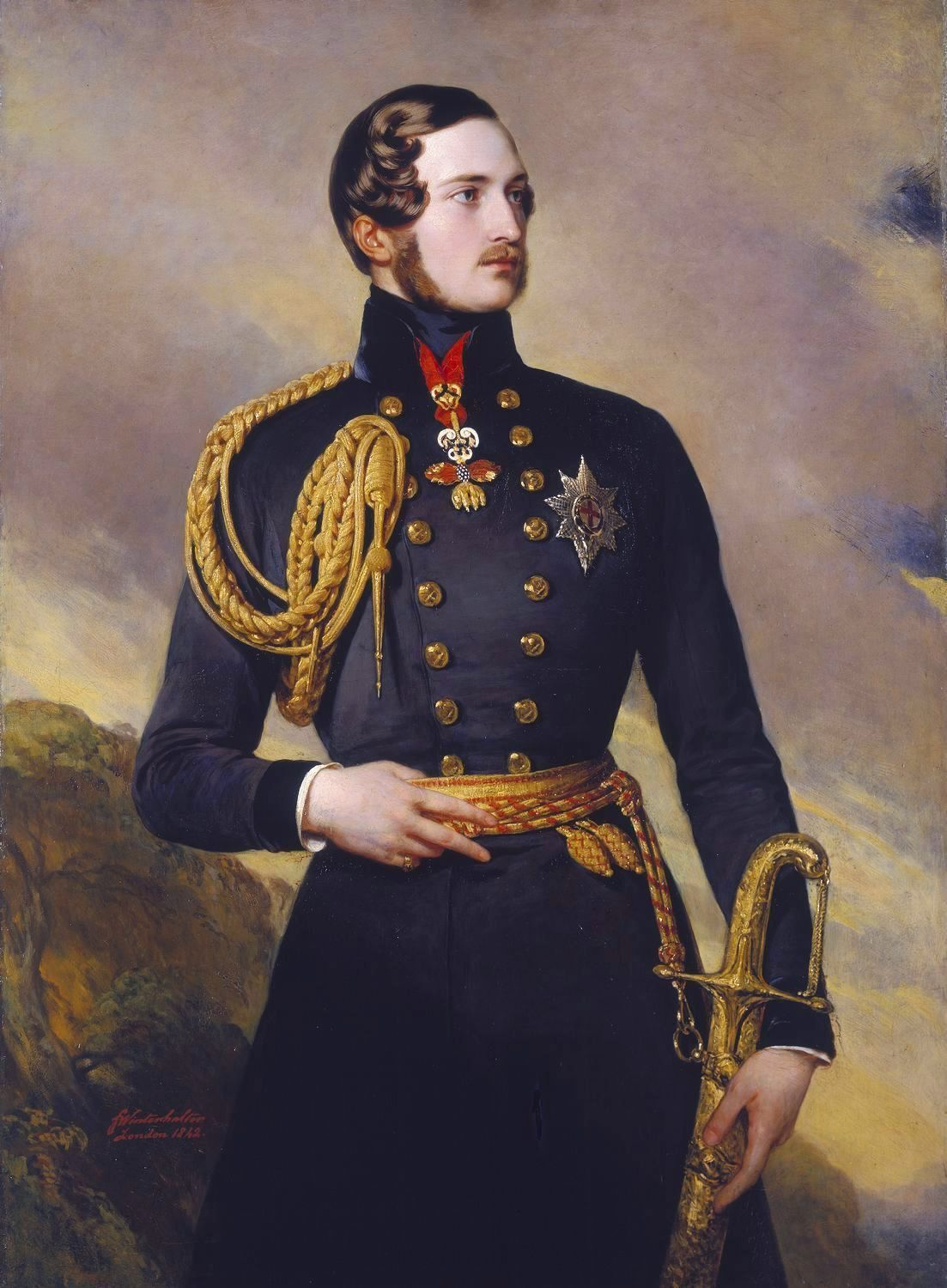
積極的な公領統治を行ったアルバート公

1502年のアーサー王子死去に伴い、プリンス・カウンシルは廃止された。1547年から1603年にかけては男性の王室継承者が不在だったため、公爵位は空位となり、公領は英国王室に戻されて事実上の英国公庫の一部門となっていた。プリンス・カウンシルは食糧危機への対処で1611年に復活した。
1649年、チャールズ1世の処刑後王政が廃止されると、コーンウォール公領は英国王室の保有地と共に議会の管理下に置かれた。これは1660年にチャールズ2世が復位するまで続いた。
19世紀にはいると、女王ヴィクトリアの王配アルバート公が公領内の旧弊な慣習を廃止するコーンウォール公領法制定に尽力した。その後も、アルバート公による積極的な領地経営がなされた結果、公領から得られる収益は飛躍的に向上している。

### 現代
1975年、チャールズ皇太子はイギリス南西部の地域社会に貢献することを目的としてコーンウォール公慈善基金を設立し、コーンウォールの無主物に由来する収益金をそこに入れることにした。
1980年8月、ハイグローブハウス（公爵夫妻一家が暮らす邸宅）の不動産がコーンウォール公領によって80万-100万ポンドと想定される金額で購入された。この購入資金にはグロスターシャーの公領保有地を含む3つの不動産の売却によって得られた利益が充てられた。
1988年、ウェスト・ドーセット地区評議会はパウンドベリーとして知られるようになった宅地開発にドーチェスターの西にある公領の不動産を割り当てた。
1992年には公領不動産にある農場からの農産物を活用するためダッチー・オリジナルズという企業が設立され、収益の一部が彼の慈善団体 (The Prince of Wales's Charitable Fund) に納められていた。同企業は2008年に赤字になった後、2009年にウェイトローズにライセンスアウトした。
1995年、公領は保有するシリー諸島の無人島および5つの有人島の未入居地について、ラッパスイセンを毎年1本納めることを条件として、シリー諸島の野生生物保護団体 (Isles of Scilly Wildlife Trust) と99年間のリース契約を結んだ。
2005年2月7日、コーンウォール公領の財政は庶民院の決算委員会による公開監査を受けた。
2006年、ウェールズにおける公爵住居としてLlwynywermod（カーマーゼンシャー州にある地名）が公領に購入された。
2002年土地登記法 (Land Registration Act 2002) に基づき、同公領は1337年に与えられた土地の鉱業権登記を2013年10月までに申請するよう義務付けられた。タルスキディという土地の一部所有者は、2012年2月の申請通知が届いてこれらの権利が不動産権利登記簿に明示挿入されることに驚いた。
2012年1月、公領はミルトン・キーンズにある倉庫を流通大手のウェイトローズから購入した。公領はパークアンドライド、リサイクルセンター、家屋100棟、ウェイトローズ一軒を建設するトゥルーロ東部地区センター (TEDC) 事業に関わっており、公領とウェイトローズの関係についての疑念を生むことになった。
2012年、ニューキーのサーフベリーの開発が始まった（詳細は後述の#開発計画を参照）。
2013年、コーンウォールにある公領事務所がリスカードからリストーメル領地の古い農舎に移転した。
2014年、公領はポート・エリオットの南半分の不動産を第10代セント・ジャーマンズ伯 (Peregrine Eliot, 10th Earl of St Germans) から購入した。
2015年までにはチャールズ王太子の長男であるウィリアム王子が年2回の公領評議会に出席するようになった。

## 保有不動産

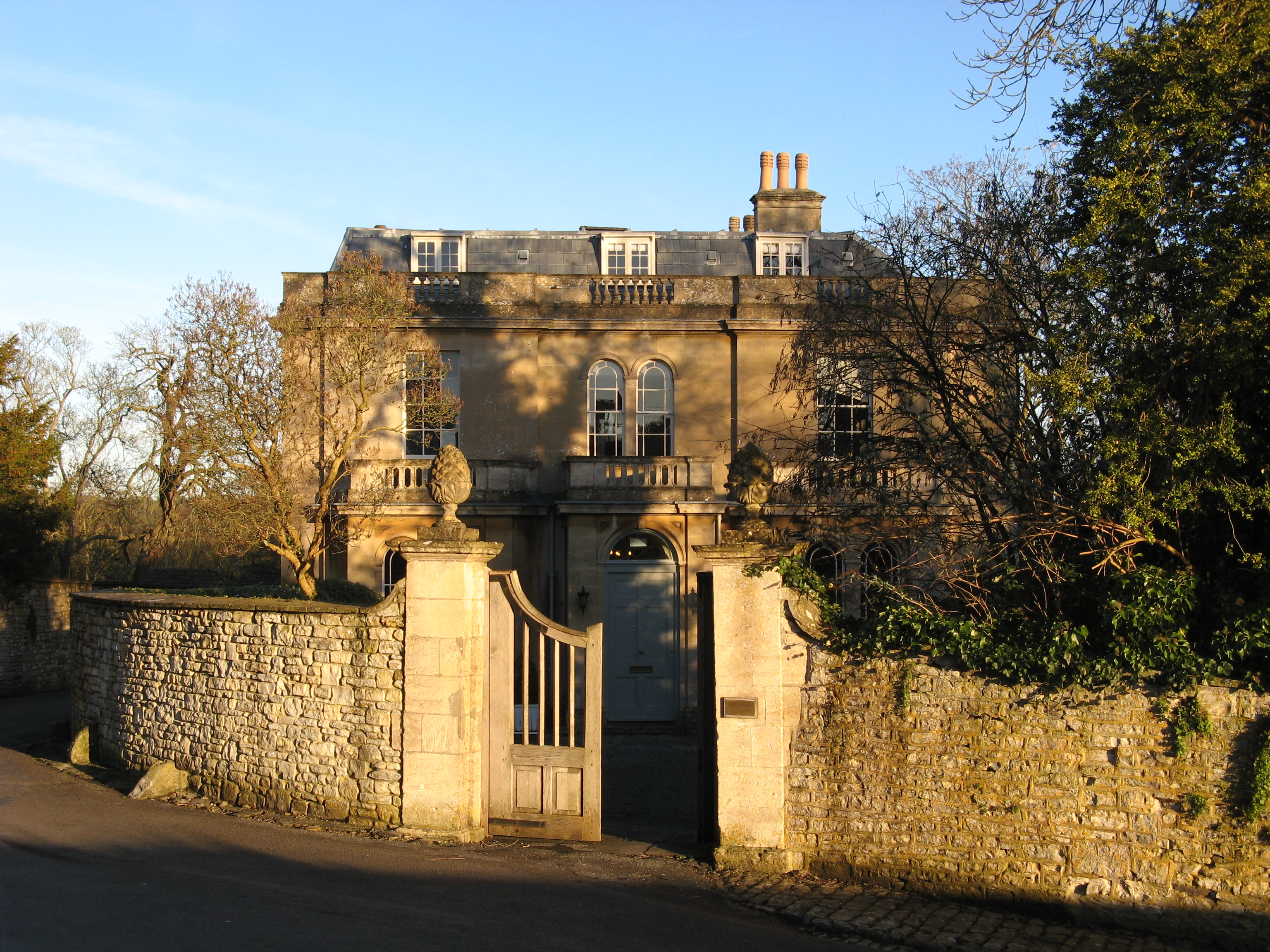
バース近郊のニュートン・セント・ローで最大の農村投資管理事務所。これは東部地区の事務所で、中央集権的な金融不動産事業と土地測量を手掛ける。

この公領は23のカウンティにわたる531.3 km2（英国本土の0.2%）の農業用、住宅用、商業用不動産と、投資ポートフォリオを保有している。
公爵保有の不動産は17世紀までに3グループに分類された。
1. アンティクア・マネリア - コーンウォール内にある昔からの伯爵領地
2. フォリンセカ・マネリア - 憲章が作られて公領に付加されたコーンウォール外部の領地
3. アネクサタ・マネリア - 公領の保有地に追加された領地[22]

同不動産には土地管理業務の拠点となる事務所が7つある。
- ロンドン本社
- ヘレフォード事務所：デューソール (ヘレフォード)
- 東部地区事務所：ニュートン・セント・ロー (サマセット)
- パウンドベリー事務所：パウンドベリー (ドーチェスター)
- 西部地区事務所：リストーメル領地 (ロストウィジエル)
- ダートムーア事務所：ダートムーア (イェルバートン)
- シリー諸島事務所：ヒュータウン (シリー諸島)[41]

不動産の大半は主に農地として貸し出され、森林の土地や別荘は公領によって直接管理されている。同不動産の別荘事業は、ロストウィジエル近郊にあるリストーメル領地が中核である。
この公領はジ・オーバルというクリケット場をロンドンに所有しており、これは最初の公領不動産の一部を形成したケニントンの土地に建てられた。同公領はドーセット州ドーチェスター近郊にあるパウンドベリーの開発を手掛けている。
| フォリンセカ・マネリア |                                  |
| 類型                   | 名称                             |
| オナー                 | バーカムステッド                 |
| オナー                 | セント・ヴァレリー               |
| オナー                 | ウォリンフォード                 |
| マナー                 | バイフリート                     |
| 小作農地               | エクセター                       |
| マナー                 | リドフォード                     |
| 狩猟地 (森林)          | ダートムーア(リドフォードの一部) |
| マナーとバラ           | ブラッドニンチ                   |
| 河川域                 | ダートマス                       |
| マナー                 | ミア                             |
| マナー                 | ナレスボロ                       |
| マナー                 | キャッスル・ライジング           |
| マナー                 | チャイルズモア                   |
| マナー                 | ケニントン                       |
| マナー                 | フォーディントン                 |

### 開発計画
パウンドベリー以外にも、この公領はコーンウォール沿岸部の町であるニューキーで、ナンスルダン(Nansledan)という540エーカーの拡張に関与している。2012年、ニューキー南西部で住宅174棟の開発が始まり、現地では同じく公領が手掛けたドーセットのパウンドベリーにちなんで「サーフベリー」と呼ばれていた。2013年12月には住宅800軒、店舗、スーパーマーケット、小学校を含めた計画が承認された。これには、ナンスルダンを同量の職場を擁する住宅4000棟以上の自治コミュニティに発展させる意図がある。

## 法的地位と追加権限
コーンウォール公領には、1399年より英国君主が個人的に保持するおよびランカスター公領とともに、他の土地不動産では行使できない特別な法的権利がある。例えば、無主物（所有者のない財産）に及ぶ支配権では英国王室よりも公領保有者が優越し、遺言や識別できる相続人なしにコーンウォールで死亡した人の財産およびコーンウォールに事務所登記された解散企業に属する資産は公領へと移行される。
2007年、無主物の権利から生じた13万ポンドが慈善基金に与えられた。公爵はコーンウォールにある海岸の約60％と航行可能な河川の「川底」や河床の自由保有権(freehold)を有しており、沖合に浮かぶものを含めコーンウォールの海岸で難破した全ての船舶、そして英国王室の魚（クジラ、ネズミイルカ、チョウザメ）を接収する権利を有する。コーンウォール公領はセントメアリー港（シリー諸島最大の島にある港）の港湾当局である。この公領のために別の法務長官がいる。コーンウォールの執政長官は、イングランドやウェールズの他の州とは対照的に、英国君主ではなくコーンウォール公爵によって任命される。同公爵はコーンウォールのスズ鉱山議会 (Cornish Stannary Parliament) を招集する儀式的役割を果たしていた。
ブルートン対ICOの第一審は、この公領が2004年環境情報規定(Environmental Information Regulations 2004)の目的を果たす公的機関だと判断した。ガーディアン紙は2011年、コーンウォール公領の利益に影響を及ぼす可能性があるためチャールズ王太子が都市計画からギャンブルに至る様々な法案に同意を与えるよう2005年以降依頼されていると報じた。セント・アイヴスの自由民主党議員アンドリュー・ジョージは「この公領は単なる私有地と主張している。それが政府に対して効果的な拒否権を持っているようだと分かれば、大部分の人は驚くであろう」と述べた。デビッド・ゴランツ弁護士はガーディアン紙への執筆で「この公領は独自範囲の法的権限を行使しており、それは他の場所だと英国王室にのみ認められているものである。[中略] 法律によって創設および授与され、相当な法的権限を行使しているこうした巨大不動産が、私有地を名乗ることで公の監査から逃れることができてしまっていることは異例であり、懸念している」と述べた。ただ、コーンウォール公領の利益に影響を与える可能性のある法案に対する公爵の拒否権はチャールズ王太子に新たに付与されたものではなく、数世紀にわたって続けられてきた議会慣行である。
一部のコーンウォール市民活動家によると、コーンウォール自体が普通のカウンティとは対照的に公領として法令名目上記述されており、公領不動産はその公領自体と区別されながらも、それ自体が「前述の公領」と併合されたり結びついているという。1973年に王立憲法委員会は、英国王室とこのカウンティとの「特別な関係」を理由に、「適切な場合」にはコーンウォールを「公領」と呼ぶよう勧告した。この指定は、非公式な場だとたまにカウンティ全体に関して使われることもある。
歴史的にコーンウォールを訪れた巡回裁判 (Assizes) の裁判官の全員が、コーンウォール公領を監督して同公爵に助言するプリンス・カウンシルの常任メンバーでもあった。公爵が配下の役人に大法官裁判所によって発布された命令を無視するよう指示することによって王の意向を却下した案件が少なくとも3例記録されている。

## 課税
イギリス政府はこの公領を英国王室機関とみなしているため、法人税の徴収を免除している。公領の税制上における地位には、イギリスの共和主義者から異論が唱えられている。2012年、規制目的に関して同公領はチャールズ王太子から分離されているとの判決を受け、リパブリック（選挙によって国家元首を決めようと提唱する英国政治団体）は公領がこのまま免税されるべきか否かを調査するよう英国歳入関税庁に要請した。この課税免除は、公領の不動産がチャールズ王太子という非課税対象者と分離しえないとの前提に基づいている。 
1993年よりチャールズ王太子は、公費と思われる金額を差し引いた公領歳入にかかる所得税を自発的に支払っている。チャールズ皇太子は1969年に21歳で歳入全額を得る資格を獲得した時から公領歳入の50%を大蔵省に自発的に寄付しており、1981年の結婚から1993年に現在の取り決めが開始されるまでは25%を支払っていた。税金はチャールズ王太子の公務を支援する約110人の皇太子侍従職員（クラレンス・ハウスやハイグローブ・ハウスの事務所で働く私設秘書や従者を含む）の人件費を中心とする公費を差し引いた後に計算される。なお、王太子の公的支出は会計検査院による監査を受けていない。